# Republic F-105 Thunderchief

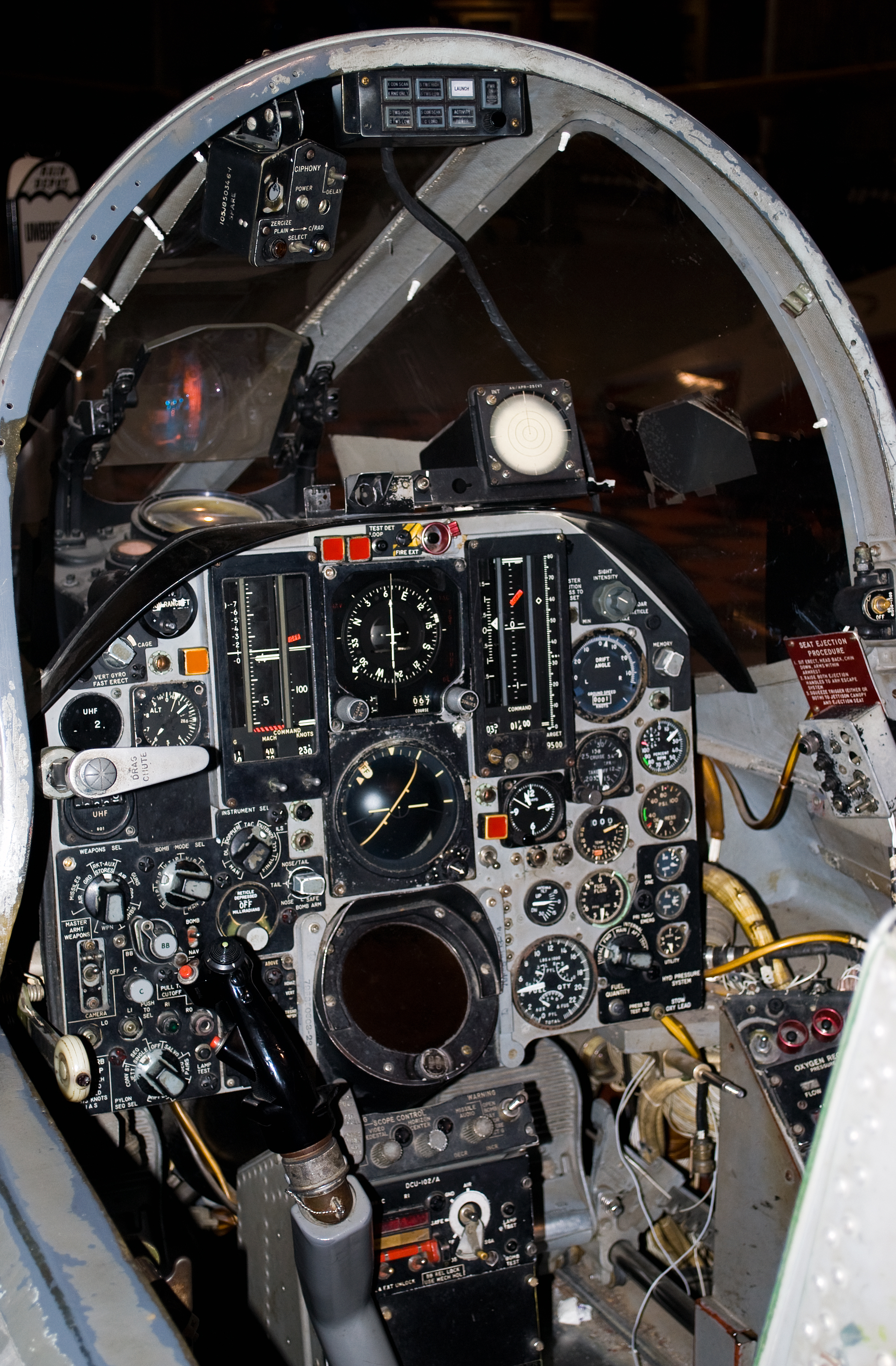
Cockpit av Republic F-105 Thunderchief

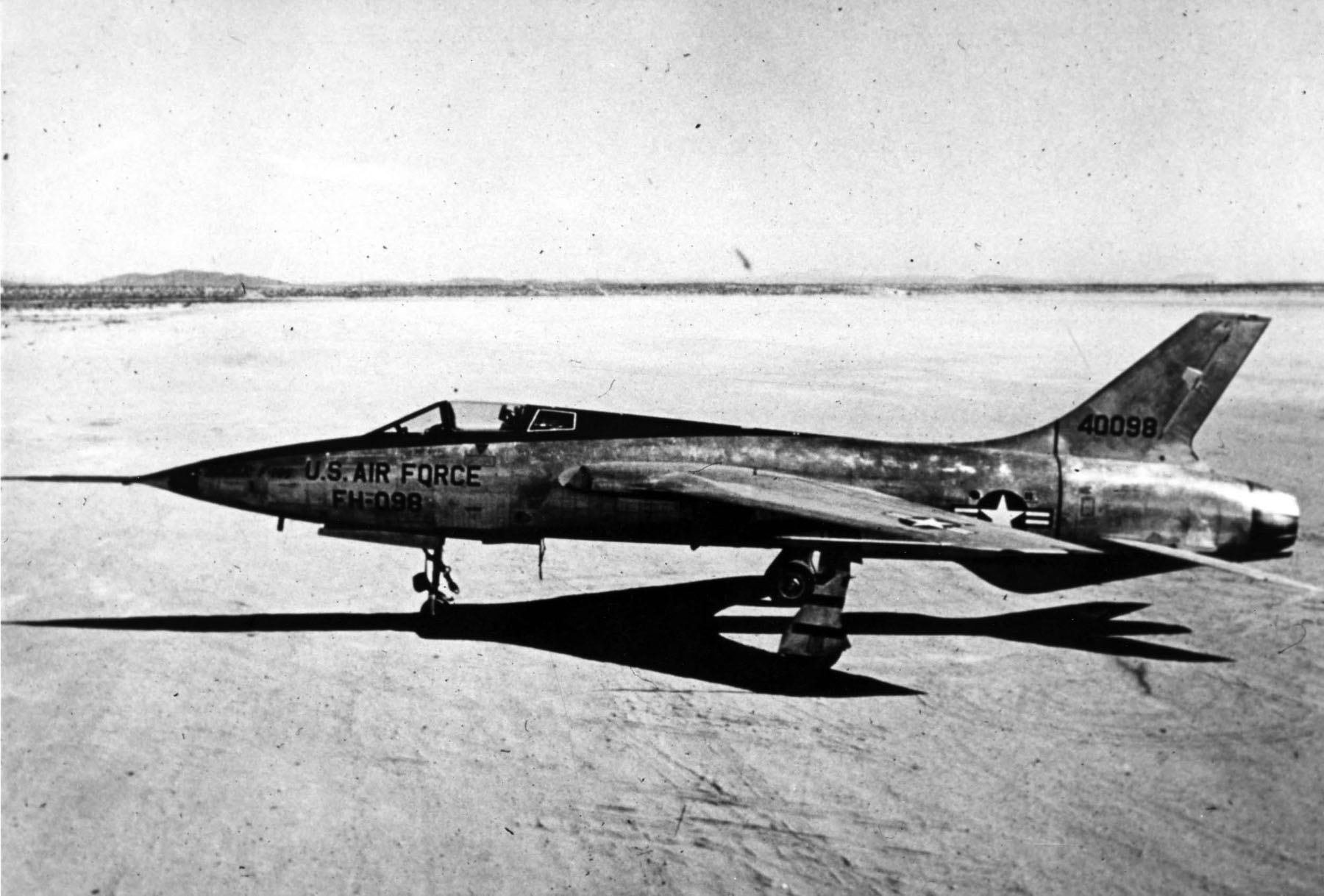
Den första prototypen YF-105A, 1955.

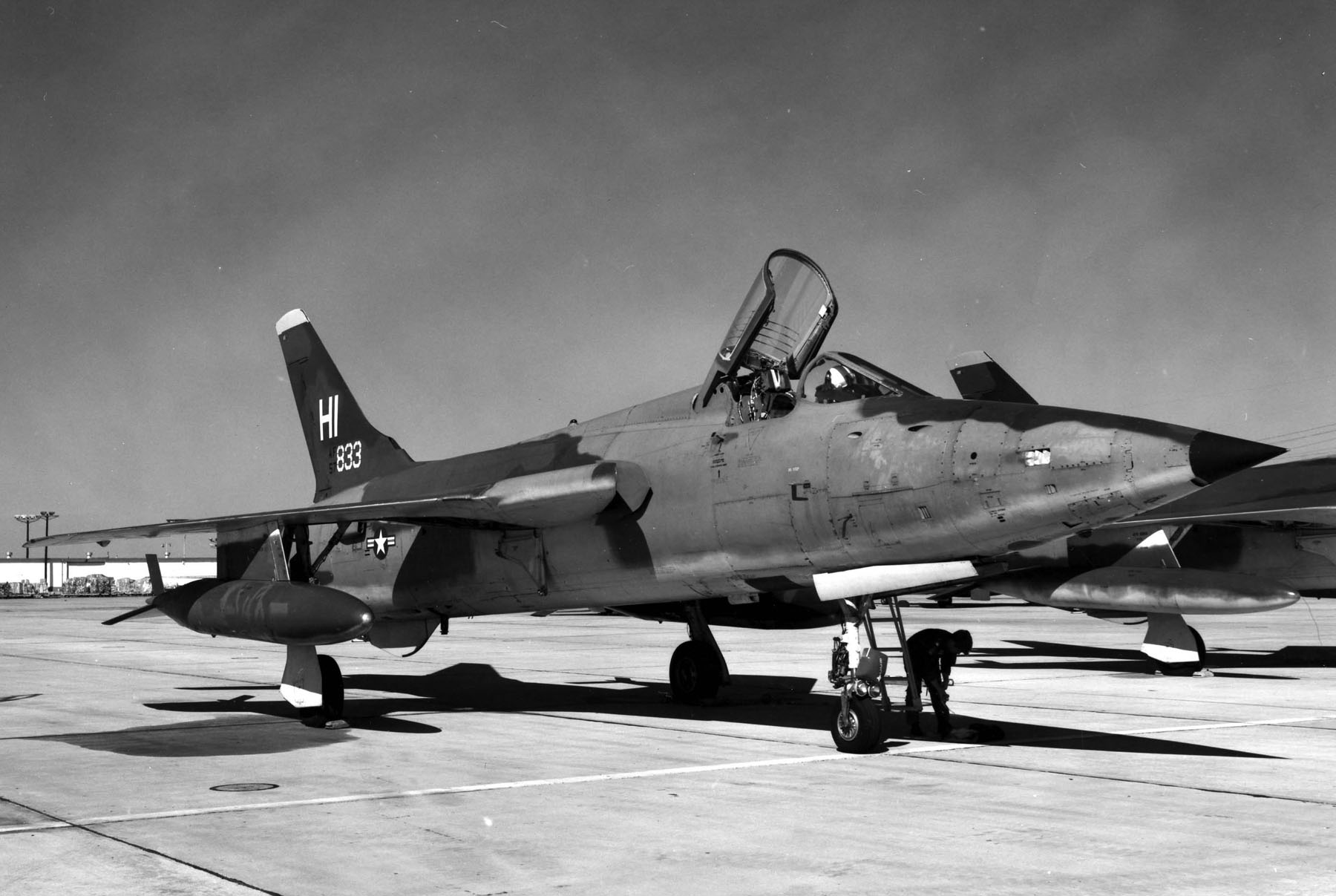
En F-105B från 466:e jaktdivisionen, februari 1973.

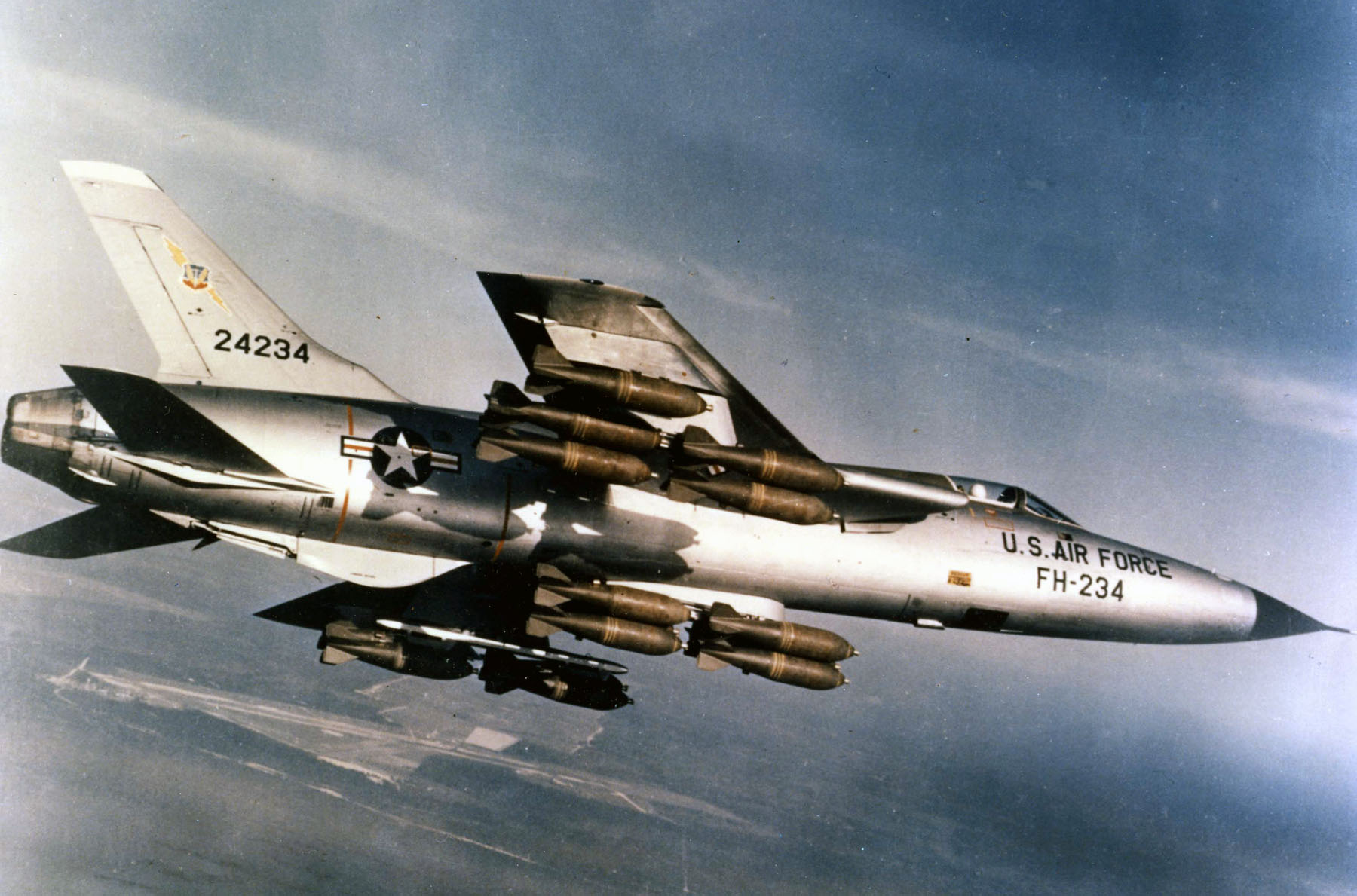
En F-105D med full bomblast av 16 stycken 430 kg-bomber.

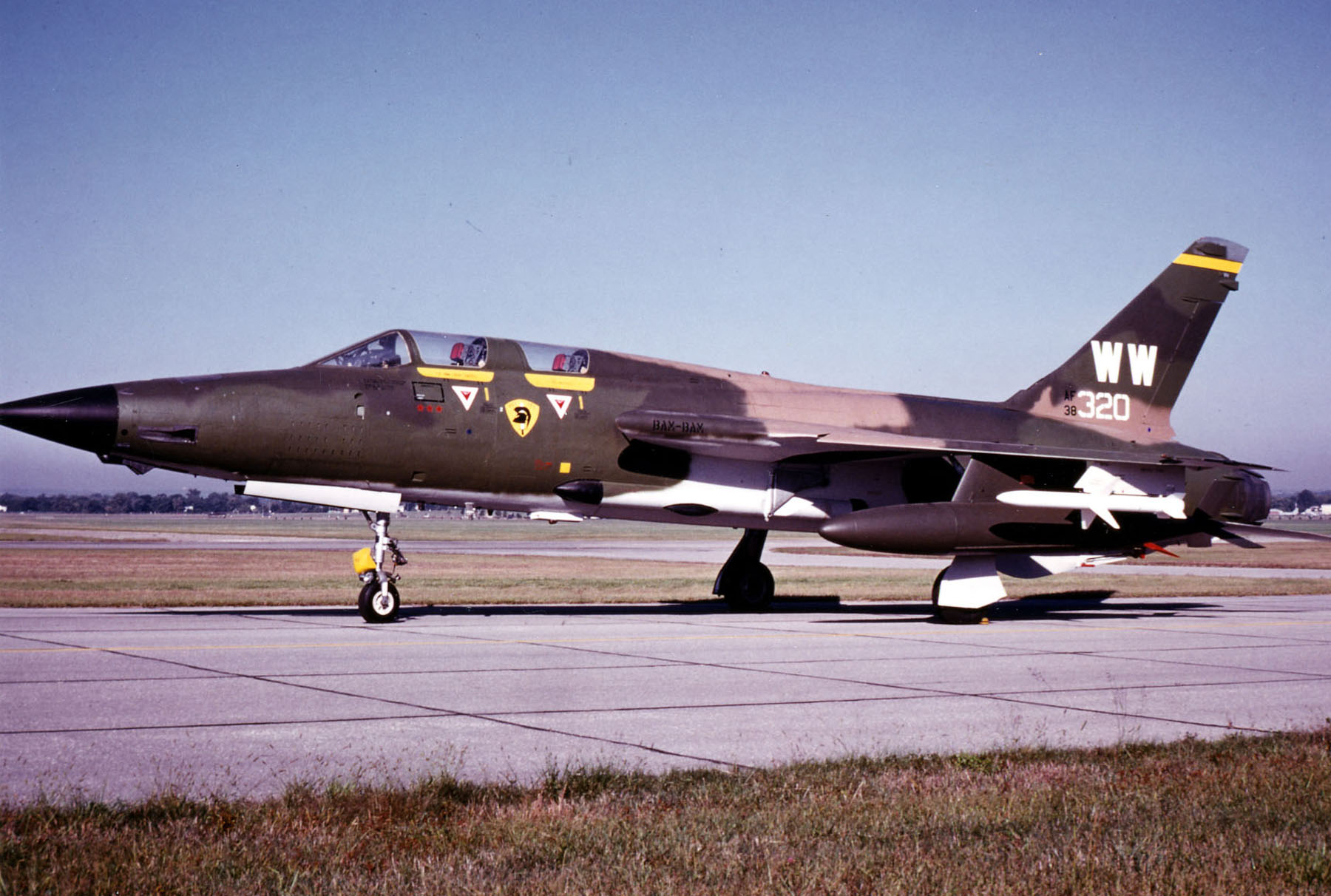
En F-105G (bokstäverna WW på fenan står för Wild Weasel) beväpnad med AGM-45 Shrike-robotar.

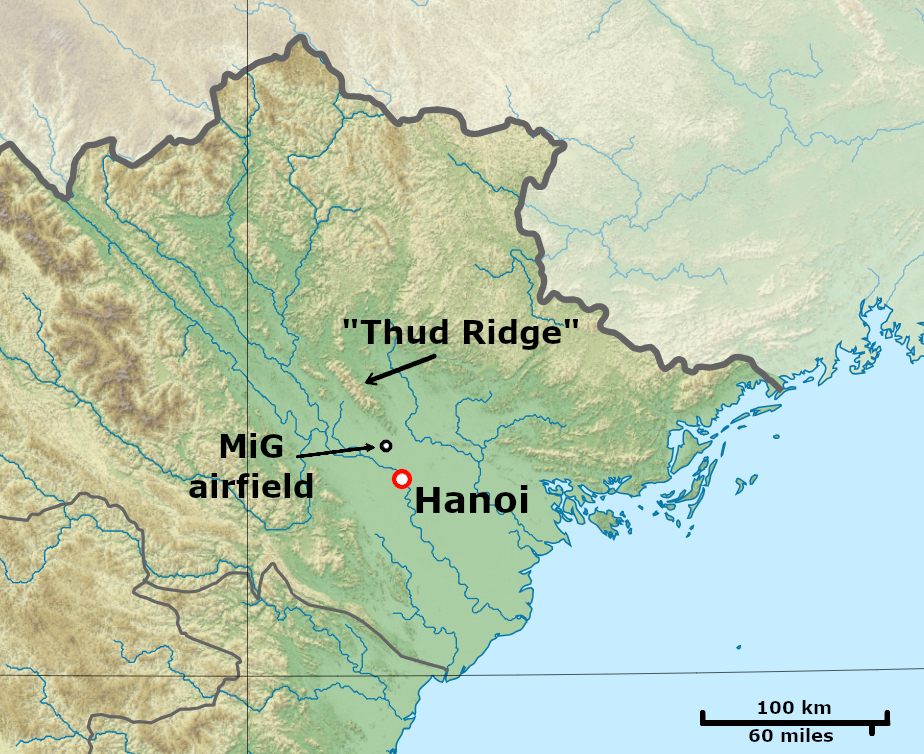
Thud Ridge norr om Hanoi.

Republic F-105 Thunderchief var ett attackflygplan som användes av USA:s flygvapen. F-105:or genomförde de flesta bombuppdragen under vietnamkrigets första del innan det ersattes av F-4 Phantom II och F-111 Aardvark.

## Design
Redan 1951 började ett utvecklingsteam under Alexander Kartveli på Republic Aviation att skissa på ett attackflygplan som kunde anfalla med kärnvapen på lägsta möjliga höjd i högsta möjliga fart och som skulle ersätta F-84F Thunderstreak. För att minimera luftmotståndet skulle bomberna bäras i ett internt bombutrymme. Ett kärnvapenkrig antogs vara ett kort krig och därför byggdes flygplanet utan andra världskrigets förbättringar som självtätande bränsletankar, bepansring och reservsystem eftersom det inte var tänkt att det skulle användas i strid och utsättas för fientlig eldgivning under långa perioder.
Redan på ritbordet stod det klart att flygplanet skulle bli både stort och tungt. För tungt för att den tilltänkta motorn Allison J71 skulle kunna få upp det i överljudsfart. Valet föll i stället på Pratt & Whitney J75, men den motorn skulle inte bli tillgänglig på minst två år. Man valde därför att göra en kompromiss; Att börja bygga och provflyga prototyperna med den mindre och billigare Pratt & Whitney J57 för att senare uppgradera till J75. Prototyperna med J57-motorn fick beteckningen YF-105A och YF-105B med J75-motorn.
Den första YF-104A flögs 1955 och nådde mach 1,2 men upptäckten av transsoniska arearegeln ledde till fördröjningar medan flygkroppen på produktionsflygplanen ritades om. Den första YF-105B fick förutom ny motor och omritad flygkropp också de karaktäristiska framåtsvepta luftintagen för att hindra chockvågor från att fortplantas in i motorn.

## Historia
Trots förhandlingar med flygvapnet under 1952 och 1953 lyckades man inte komma överens om ett leveransavtal, dels på grund av osäkerhet angående motorn, dels på grund av flygvapnets vankelmod angående hur många flygplan de behövde. Från början diskuterades en order på 199 flygplan som skulle levereras med början 1955 för att till slut luta mot att hela projektet skulle läggas ner. Först i februari 1955 fick man ett slutgiltigt kontrakt på tio F-105B, tre spaningsflygplan RF-105B samt de två prototyperna YF-105A (som skulle ha blivit F-105A om de tagits i tjänst).
De två YF-105A-prototyperna kraschade 1955 respektive 1956 och avskrevs och de tre spaningsflygplanen byggdes om till provflygplan med beteckningen JF-105B. I mars 1956 hade flygvapnet blivit övertygade om flygplanets duglighet och beställde ytterligare 65 stycken F-105B samt sex tvåsitsiga F-105C (som avbeställdes året efter).

### Vidare utveckling
Allt eftersom tyngdpunkten i kärnvapenarsenalen flyttades från överljudsbombplan till ballistiska robotar blev förmågan att leverera atombomber inte längre lika aktuell. I stället ville flygvapnet ha ett flygplan som kunde anfalla alla typer av mål i alla väder. Svaret blev F-105D. Nosen förlängdes med 38 cm för att få plats med en ny, avancerad multi-mode radar (R-14 NASARR) och eldledningssystemet AN/ASG-19 Thunderstick. Vapenbalkarna förstärktes så att den nu kunde bära 5 450 kg last externt. Typlasten var 16 stycken 340 kg sprängbomber. Den fick också förmågan att avfyra jaktroboten AIM-9 Sidewinder och attackroboten AGM-12 Bullpup. F-105D flög första gången 9 juni 1959 och leveranserna började 1961.
Trots att flygvapnet redan två gånger tackat nej till en tvåsitsig version av F-105B (F-105C) och F-105D (F-105E) blev det efter ett tag uppenbart att det behövdes en tvåsitsig version för typinflygning av nya piloter. Kravet var dock att den skulle ha samma taktiska förmåga som F-105D. Den tvåsitsiga versionen fick beteckningen F-105F och var 31 cm längre för att få plats med ytterligare en cockpit.

### Vietnamkriget
Det var under vietnamkriget som F-105 verkligen fick visa vad den dög till. Sommaren 1964 ombaserades den första divisionen F-105D från Japan till Korat i Thailand. 14 augusti genomfördes det första flyganfallet mot ett luftvärnsbatteri på Krukslätten i Laos. Anfallen intensifierades, både i Laos och i Nordvietnam för att kulminera under Operation Rolling Thunder. I den sistnämnda offensiven stod F-105 för tre fjärdedelar av flygvapnets stridsinsatser. Det huvudsakliga målet var Hanoi och inflygningen gjordes vanligtvis från nordväst för att dra nytta av det skydd som bergryggen Tam Dao erbjöd. Bergryggen blev ett så välkänt landmärke för piloterna att de döpte den till Thud Ridge (Thud var piloternas smeknamn på F-105, jämte Lead Sled, "blysläde").
Tack vare sin terrängföljande radar kunde F-105 anfalla snabbt och på låg höjd i alla väder, men det stora och tunga flygplanet med sin begränsade förmåga att manövrera visade sig vara ett sårbart mål för luftvärnseld, då dess konstruktion hade ett antal sårbarheter. Flygplanet saknade bepansring och den dubbla uppsättningen hydrauliska flygreglage var installerade vid sidan av varandra i flygkroppen, så en träff skadade ofta båda och flygplanet blev därmed manöverodugligt. I bombutrymmet medfördes i regel en bränsletank istället för bomben, men vare sig den tanken eller de ordinarie tankarna i flygkroppen var självtätande, en finess som flygplan började förses med under och efter andra världskriget. Totalt 334 stycken F-105:or förlorades under Vietnamkriget varvid 26 piloter dödades, 110 tillfångatogs, 101 rapporterades saknade i strid och resten blev upplockade av egna styrkor. Varje pilot förväntades flyga 100 uppdrag efter att de beordrats till Vietnam och antalet förluster betydde att 3 av 5 Thunderchief-piloter som påbörjade sin tjänstgöring antingen dödades eller tillfångatogs. Efter analys av dess stridsförmåga på grund av förlusterna ersattes det i rollen som jaktbombplan av F-4 Phantom II, som bara var hälften så sårbart för luftvärnseld.

### Wild Weasel
För att möta luftvärnshotet utvecklades en speciell version av F-105. Tvåsitsiga F-105F byggdes om med AN/ALQ-72 störsändare, AN/APR-25 radarvarnare, AN/APR-26 RHAWS radiopejl och WR-300 robotvarnare och fick beteckningen EF-105F. Dessa flygplan fick kodnamnet Wild Weasel (vild vessla) och deras uppdrag att anfalla och slå ut luftvärn fick kodnamnet Iron Hand (järnhand). Beväpnade med AGM-45 Shrike kunde de slå ut fiendens flygspanings- och eldledningsradar eller tvinga dem att stänga av så att de kunde flyga in och anfalla batteriet med sprängbomber eller raketer.
EF-105F sattes in i Vietnam i maj 1966. De dödliga duellerna mellan Wild Weasels och de nordvietnamesiska luftvärnet krävde både mod och skicklighet. I april 1967 hade två Wild Weasel-piloter, kaptenerna Merlyn Dethlefsen och Leo Thorsness, redan gjort sig förtjänta av USA:s högsta utmärkelse Medal of Honor.
År 1967 uppgraderades EF-105F till F-105G med ny störsändare (AN/ALQ-105), ny radarvarnare (AN/APR-35), ny radiopejl (AN/ALR-31 RHAWS) och ny robotvarnare (AN/APR-36) samt den nya och betydligt effektivare anti-radarroboten AGM-78 Standard ARM. Den hade längre räckvidd än de sovjet-tillverkade S-75 Dvina-robotarna och kunde därför avfyras från säkert avstånd.

### Avveckling
Nästan 50% av alla tillverkade F-105:or förlorades över Vietnam och eftersom flygplanet hade slutat tillverkas 1961 kunde de inte heller ersättas. De höga förlusterna gjorde att USA:s flygvapen valde att ta flygplanet ur aktiv tjänst och ersätta den med General Dynamics F-111 Aardvark och McDonnell Douglas F-4 Phantom II. De flygplan som fanns kvar fördes över till Flygnationalgardet där de var i tjänst fram till 1984.

## Versioner
- YF-105A Två prototyper med Pratt & Whitney J57.
- YF-105B Fyra prototyper med Pratt & Whitney J75.
- F-105B Första produktionsserien. 71 stycken byggda.
- RF-105B Flygspaningsversion. Tre beställda men byggdes om till JF-105B.
- JF-105B Provflygplan. Tre fd RF-105B ombyggda innan leverans.
- F-105C Tvåsitsigt skolflygplan. Avbeställd 1957. Inga byggda.
- F-105D Andra produktionsserien 610 byggda.
- F-105E Tvåsitsigt skolflygplan. Avbeställd 1959. Inga byggda.
- F-105F Tvåsitsigt skolflygplan med bibehållen stridsförmåga. 143 byggda
- EF-105F Tvåsitsigt flygplan för luftvärnsbekämpning. 86 ombyggda från F-105F.
- F-105G Tvåsitsigt flygplan för luftvärnsbekämpning. 60 ombyggda från EF-105F.

## Användare
USA
- USA:s flygvapen (1958–1975)
- Flygnationalgardet (1964–1984)